# Стартап акселератор
Стартап-акселератор — програма, яка допомагає стартапам зростати та розвиватися, надаючи їм підтримку у вигляді фінансування, менторства, навчання та доступу до ресурсів.
Акселератори зазвичай пропонують короткострокові програми, що тривають від трьох до шести місяців. Учасники отримують фінансову підтримку, доступ до менторів з різних сфер, навчання та розвиток навичок, а також можливість презентувати свій бізнес на демодей.
Окрім того, стартапи, що беруть участь у програмах акселерації, можуть отримати доступ до мережі інвесторів, що може допомогти їм залучити додаткові інвестиції для зростання та розвитку свого бізнесу.
Стартап-акселератори можуть бути створені відомими компаніями, університетами, приватними фондами та інвестиційними фондами. Більшість програм акселерації орієнтовані на конкретні галузі або технології, що дозволяє їм зосередитися на допомозі стартапам у цих галузях.
Участь у стартап-акселераторах може бути дуже корисною для стартапів, які тільки починають свій бізнес. Це допоможе їм отримати необхідні ресурси, залучити інвестиції та розширити свої можливості.

## Відмінні якості
Основні відмінності між бізнес-інкубаторами, стартап-студіями та акселераторами:
1. Процес подачі заявок відкритий для всіх, але є висококонкурентним. Y Combinator та TechStars мають рівень прийняття заявок від 1% до 3%.
2. Початкові інвестиції в стартапи зазвичай здійснюються в обмін на власний капітал. Зазвичай інвестиції становлять від 20 000 до 50 000 доларів США у США або від 10 000 до 50 000 фунтів стерлінгів у Європі.
3. Основна увага приділяється невеликим командам, а не окремим засновникам. Акселератори, як правило, вважають, що однієї людини недостатньо, щоб впоратися з усією роботою, пов'язаною зі стартапом.
4. Стартапи повинні "випуститися" до певного терміну, як правило, через 3 місяці. Протягом цього часу вони отримують інтенсивне менторство та навчання, і від них очікується швидка ітерація. Практично всі акселератори завершують свої програми "демо-днем", де стартапи презентують себе інвесторам.
5. Стартапи приймаються та підтримуються в групах або класах (акселератор не є ресурсом на вимогу). Важливою перевагою класів є підтримка та зворотній зв'язок від колег, які вони надають. Якщо акселератор не пропонує спільного робочого простору, команди будуть періодично зустрічатися.

Основна цінність для підприємця полягає у менторстві, зв'язках та визнанні того, що його обрали частиною акселератора. Бізнес-модель базується на отриманні прибутку у венчурному стилі, а не орендної плати чи плати за послуги.
Посівним акселераторам не обов'язково потрібен фізичний простір, але багато з них його мають. Процес, через який проходять стартапи в акселераторі, можна розділити на п'ять окремих етапів: ознайомлення, подача заявки, програма, демо-день і пост-демо-день.
Акселератори надають достатнє фінансування для того, щоб довести компанію до демо-дня, після чого стартап працює самостійно.

## History
Першим посівним акселератором був Y Combinator, заснований у Кембриджі, штат Массачусетс, у 2005 році, а згодом перенесений Полом Гремом до Кремнієвої долини. За ним послідували TechStars (у 2006 році), Seedcamp (у 2007 році), AngelPad (у 2010 році), Startupbootcamp (у 2010 році), Tech Wildcatters (у 2011 році), кілька акселераторів SOSV, Boomtown Boulder (у 2014 році) і Antler (у 2017 році).
В Європі перша програма акселератора була започаткована Accelerace у 2009 році в Данії (сильно субсидована урядом Данії), а невдовзі після цього - Startup Wise Guys у 2012 році в Естонії.
Зі зростанням популярності програм посівних акселераторів у США в Європі спостерігається збільшення кількості акселераторів для підтримки зростаючої стартап-екосистеми.
У квітні 2012 року Forbes опублікував аналіз стартап-акселераторів. З 2010 року спостерігається значне зростання програм корпоративних акселераторів, які спонсоруються відомими організаціями, але працюють за схожими принципами.

## Відомі виходи з акселераторів
- AirBnB (Y Combinator 2008) вийшов на біржу в 2020 році з оцінкою в $80 млрд
- Segment (Y Combinator 2011) придбаний Twilio у 2020 році за $3,2 млрд
- Postmates (AngelPad 2010) придбаний Uber у 2020 році за $4,4 млрд
- Pipedrive (AngelPad 2011) придбаний Vista Equity Partners у 2020 році за $1,5 млрд
- Cruise Automation (Y Combinator 2014) придбаний General Motors у 2016 році за $1 млрд
- PillPack (Techstars 2014) придбаний Amazon у 2018 році за $1 млрд
- SendGrid (Techstars 2010) вийшла на біржу в 2017 році за $750 млн.
- Vungle Inc. (AngelPad 2012) придбана BlackRock у 2020 році за $750 млн.

## Дивись також
- Бізнес-інкубатор
- Корпоративний акселератор
- Список стартап акселераторів